# Как быть (фильм, 2003)
Как быть (англ. How to Deal) — романтическая комедия режиссёра Клэр Килнер 2003 года. История девушки-подростка. Тонкая интрига разведённых родителей, свадьба сестры, беременность лучшей подруги, и… все влюблены в первый раз!

## Сюжет
Школьница Холли, разочаровывается в любви, став свидетельницей многочисленных неудач на личном фронте. У её отца новая симпатичная любовница, которую Холли просто не выносит. Её разведённая мать выглядит одинокой. Её сестра просто помешалась на подготовке к свадьбе. Её лучшая подруга беременна, а школьных девчонок и парней Холли просто не понимает. Все это убеждает её в том, что любовь просто выдумка.
Однако в результате одного трагического случая судьба сводит её с молодым человеком и она понимает, что настоящая любовь не такая уж и выдумка.

## В ролях
| Актёр             | Роль                 |
| ----------------- | -------------------- |
| Мэнди Мур         | Холли Мэри Мартин    |
| Эллисон Дженни    | Лидия Уильямс Мартин |
| Трент Форд        | Макон Форрестер      |
| Александра Холден | Скарлетт Смит        |
| Дилан Бейкер      | Стив Бэквит          |
| Нина Фох          | бабушка Холли        |

## Саундтрек
1. «Billy S.» — Skye Sweetnam
2. «Do You Realize?» — The Flaming Lips
3. «It’s On The Rocks» — The Donnas
4. «Why Can’t I?» — Liz Phair
5. «Wild World» — Beth Orton
6. «Not Myself» — John Mayer
7. «That’s When I Love You» — Aslyn
8. «Thinking About Tomorrow» — Beth Orton
9. «Promise Ring» — Tremolo
10. «Take The Long Road And Walk It» — The Music
11. «Waves» — Marjorie Fair
12. «Surrender» — Echo
13. «Wild World» — Cat Stevens